# Agave fourcroydes
Espèce
Synonymes
- Agave fourcroydes var. espiculata Dewey[1]
- Agave rigida var. elongata Baker[1]
- Agave sullivanii Trel.[1]

L'henequen (Agave fourcroydes) est une espèce de plantes du genre Agave.

## Liste des variétés
Selon Tropicos (5 avril 2018) :
- variété Agave fourcroydes var. espiculata Dewey